# Festival do Folclore de Curuçá
O Festival do Folclore de Curuçá é um evento cultural que ocorre anualmente no terceiro final de semana de julho durante três dias (sexta, sábado e domingo) em Curuçá, nordeste do Pará. Em 2009, foi instituído pela Lei Nº 1.969/2009 como patrimônio cultural imaterial deste município.

## Histórico
O Festival do Folclore de Curuçá foi realizado pela primeira vez em 1977, por iniciativa do então prefeito Manoel Paulo Ferreira dos Santos, em conjunto com o Projeto de Capacitação Rural (CRUTAC) da Universidade Federal do Pará, da Igreja Católica, e da comunidade local.
Em 2009, o festival foi declarado patrimônio cultural imaterial do município, e a prefeitura adotou o slogan "Curuçá, a Terra do Folcore".
Em 2020, por conta da Pandemia de COVID-19 no Brasil, a 44ª edição do festival foi cancelada pela prefeitura.

## Características
O evento ocorre ao longo de três dias no mês de julho, no "Bosque da Igualdade", onde se apresentam cordões de pássaro, boi-bumbá, quadrilhas juninas, rodas de carimbó, grupos parafolclóricos e conjuntos de música regional ou nacional, e em épocas mais recentes, "aparelhagens" de brega e tecnobrega. Além da música e da dança, os moradores da cidade aproveitam o evento para expor e vender seus trabalhos de artesanato e pratos da culinária local, em barracas de palha montadas ao redor do Bosque, e num espaço denominado "Barracão Cultural".
A cada ano o festival experimenta novos formatos, e na 43ª edição (2019), foram utilizados dois palcos: um para os grupos folclóricos e outro para bandas regionais, o Barracão do Carimbó "Nego Oróia" (homenagem a Mestre Zeferino Braga Leal, o "Nego Oróia", considerado o maior cantador de carimbó de Curuçá). O Barracão do Carimbó foi construído em madeira, coberto de palha de inajá e com piso de terra batida, imitando os antigos barracões onde os caboclos costumavam dançar. Ali era tocado apenas o tradicional carimbó praieiro, "pau e corda", o que o tornou popular entre os turistas.
A 43ª edição contou ainda com uma casa de farinha, onde era possível acompanhar o processo de produção da farinha de mandioca e seus derivados, como tapioca, beiju e tucupi, entre outros. Na "Casa da Cultura", foram realizadas exposições fotográficas e de pinturas, resgatando o passado histórico curuçaense.

## Impacto econômico
Embora seja um evento de Curuçá, o festival exerce influência econômica em municípios próximos, como São Caetano de Odivelas, Marapanim, Terra Alta e São João da Ponta, os quais costumam participar do evento através da venda de produtos ou da mão de obra de seus residentes.
O posicionamento do município em relação à cultura funciona como um diferencial em relação a outros destinos turísticos do Salgado Paraense, embora em 2016 houvesse sido notado que o marketing que faz com que os turistas voltem, é quase sempre feito de modo espontâneo, no "boca a boca".